# 木村重友
木村 重友（きむら しげとも）は、浪曲師の名跡。初代が高名で、特に指定がない時は初代を指す。

## 初代
木村重友（1882年（明治15年）9月15日 - 1939年（昭和14年）8月13日）は、神奈川県川崎市生まれの浪曲師。本名は岩田甫。
神奈川県川崎の名家で生まれた。少年時代から浪曲や芝居が好きで、当時の浪花節語りとしては若干遅い29歳で浪花亭重勝に入門、「浪花亭重友」となる。「天保六花撰」など生粋の関東節で美声高調子、たちまち人気者になった。芸の上でおじにあたる二代目浪花亭駒吉と、興行先でトラブルがあり、師重勝一門は木村姓を名のることになる。「慶安太平記」の兄弟子重松親子とともに、一門に花形浪曲師を多数輩出し本家の浪花亭派を圧倒、重友を中心とした木村派が大劇場時代の関東節の主流に数えられるようになる。重友は大正後期、虎丸、楽燕、雲月と並び四天王といわれた。震災前後には、両国国技館や御国座、新富座などの劇場、人形町・喜扇亭などの寄席に立っている。「塩原多助」「天保六花撰（河内山）」を得意とし、木村友衛・若衛も継承、お家芸とする。他に得意は「慶安太平記」「越の海勇蔵」「北海奇聞」「文七元結」など金襖、世話物、任侠物の多彩な演題をこなした。芝の神谷町で自分が経営していた寄席「ゆたか亭」を改築し住んでおり、神谷町と呼ばれた。弟子に木村友衛（その門下に木村若衛）、友春（二代目重友）がいる。

## 二代目
（1903年4月24日 - 没年不明）木村友盛、木村友成、木村友春を経て1939年に二代目を襲名した。